# Tanala (volk)
De Tanala, ook wel Antanala of Menabe-Ikongo genoemd, zijn een etnische groep in Madagaskar. Ze maken ongeveer 3,8% uit van de totale bevolking.

## Verspreiding en identiteit

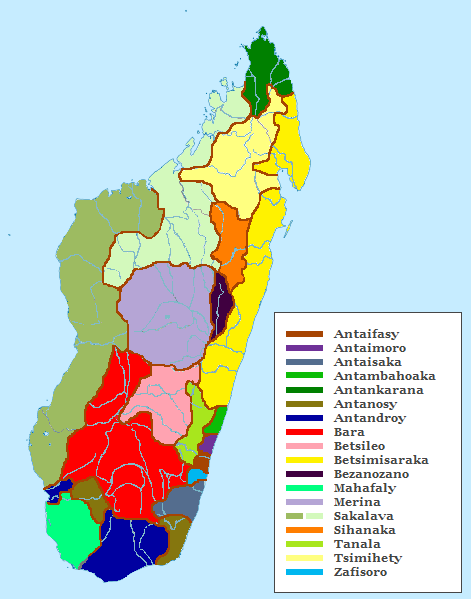
Verspreiding van etnische groepen over Madagaskar

De Tanala leven voornamelijk in bossen aan de westzijde van Vatovavy-Fitovinany, een van de oostelijke regio's van Madagaskar. Ze zijn onder te verdelen in twee subgroepen: de Menabe in het noorden en de Ikongo in het zuiden. 

## Geschiedenis
De Tanala hebben hun wortels in allerlei andere etnische groepen, zoals de Betsileo en de Antaimoro. De voorouders van deze stammen waren Dajaks uit Borneo die zich tussen de 3e en 10e eeuw vestigden op de oostkust van Madagaskar. Oorlogszuchtige buurvolken en kolonisten namen hun landbouwgronden in en verdreven hen naar de bossen, waarop ze zichzelf de naam Antanala gaven: 'mensen van het bos'. Dit wordt tegenwoordig over het algemeen afgekort als Tanala. Tijdens de opkomst van het Merina-koninkrijk werden de noordelijke Menabe onderworpen, maar de Ikongo behielden hun onafhankelijkheid tot de Franse bezetting in 1897.

## Maatschappij

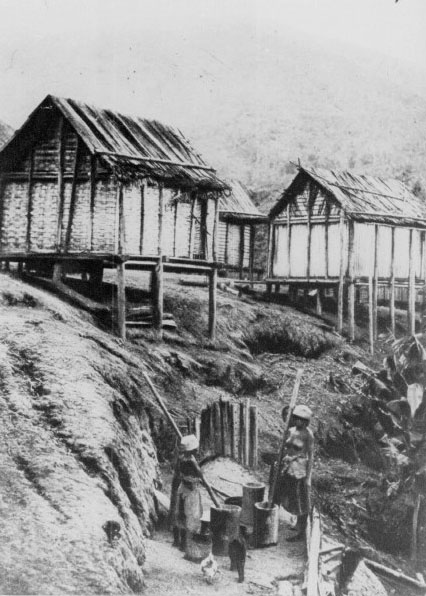
Typische Tanala-woningen op palen, begin 20e eeuw

De Tanala wonen in dorpen, vaak gelegen aan de oever van een rivier. Hun huizen zijn gebouwd op palen, die hen beschermen tegen de wilde dieren.
Van oudsher zijn de Tanala landbouwers, jagers en verzamelaars van fruit. Al vanaf het begin maakten ze de landbouwgrond voor hun rijstvelden en koffieplantages vruchtbaar door bossen af te branden (Malagassisch: tavy), een methode die hun voorouders hebben meegebracht uit Borneo. Tegenwoordig zijn ze steeds meer gedwongen om milieuvriendelijkere landbouwmethodes toe te passen, die ze onder meer onderwezen krijgen van vertegenwoordigers van de Madagascar Fauna Group, een initiatief van de regering van Madagaskar en het Duke Lemur Center in de Verenigde Staten.

## Cultuur en religie
Veel culturele en religieuze gebruiken van de Tanala hebben hun wortels in Borneo. Ook zijn ze in het verleden beïnvloed door naburige volken en de Merina. Maar toch heeft hun isolement en het bewustzijn van een eigen identiteit ervoor gezorgd dat de Tanala veel gebruiken kennen die uniek zijn in Madagaskar.

### Tangem-boay
Een oud Tanala-gebruik is tangem-boay, dat wordt toegepast wanneer het vermoeden ontstaat dat een stamgenoot heeft gezondigd. De 'verdachte' wordt gedwongen om een rivier vol krokodillen over te steken. Wordt hij aangevallen, dan is de schuld bewezen, maar als hij ongedeerd de overkant haalt, is hij onschuldig en moet de beschuldiger hem vier zeboes geven om genoegdoening te verschaffen.

### Fady
Het leven van de Tanala wordt, net als dat van andere  Malagassische etnische groepen, sterk beheerst door fady, een verbod op bepaalde handelingen, dat in Madagaskar per regio verschilt. Veel van de fady van de Tanala zijn gerelateerd aan vintana, het lot dat bepaald wordt door de stand van zon, maan en sterren. Zo werden in het verleden kinderen die op een slechte dag werden geboren verdronken of in een mierenhoop verbrand.

### Begrafenissen
Wanneer een familielid overlijdt, wordt het lijk lange tijd opgebaard voor het wordt begraven, tot wel een maand. Er wordt een boom gekozen om een doodskist van te maken, soms wordt er vervolgens aan deze boom geofferd voor hij wordt omgehakt. De Ikongo plaatsen de doodskist meestal in een boom in het bos, die ze markeren om hem makkelijker terug te vinden. Soms houden ze bijen in deze doodskist, maar de honing wordt doorverkocht; het is namelijk fady om deze te consumeren.